# Рулёжная дорожка

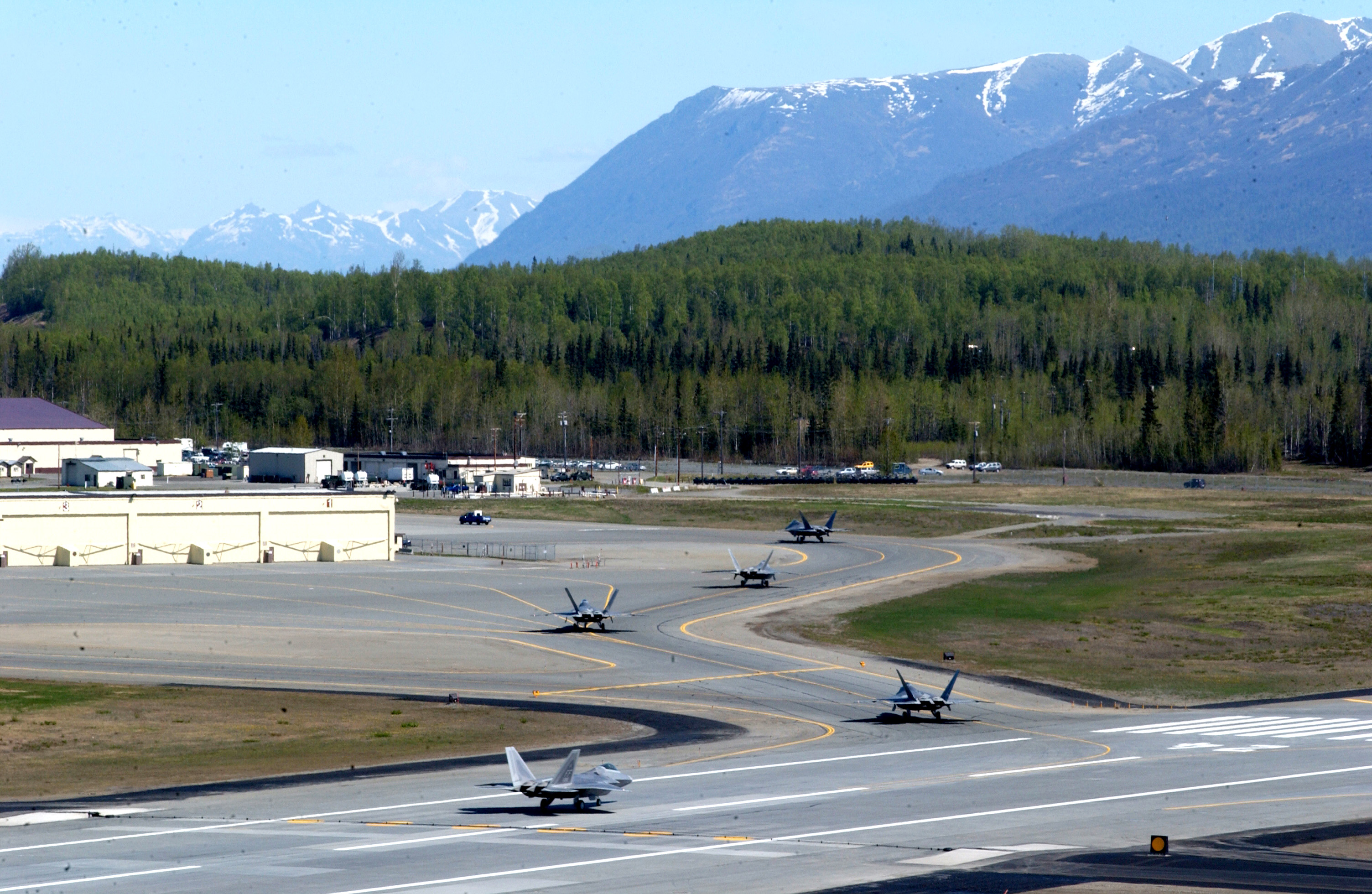
F-22 Raptor, выруливающие на авиабазе «Эльмендорф», Анкоридж, Аляска, США

Рулёжная дорожка (РД) — часть лётного поля аэродрома, соединяющая между собой
элементы лётного поля, специально подготовленная и предназначенная для руления и буксировки воздушных судов (летательных аппаратов). Как правило, имеет искусственное покрытие (асфальт, бетон), на небольших аэродромах — грунтовое.
В аэропортах с высокой интенсивностью полётов обычно имеются высокоскоростные рулёжные дорожки (так называемые РД скоростного схода), позволяющие воздушному судну быстро освободить ВПП на высокой скорости и обеспечить посадку следующего воздушного судна через короткий промежуток времени.

## Некоторые определения
Рулёжная дорожка магистральная, МРД — рулёжная дорожка аэродрома, расположенная, как правило, вдоль (параллельно) взлётно-посадочной полосы и обеспечивающая руление воздушных судов от одного конца взлётно-посадочной полосы к другому по кратчайшему пути.
Рулёжная дорожка, РД — рулёжные дорожки аэродрома, соединяющие между собой все стоянки, перрон, ВПП, МРД, ангары и любые другие строения аэродрома, между которыми осуществляется перемещение летательных аппаратов.  
Рулёжная полоса, РП  — часть перрона или площади мест стоянок воздушных судов между рядами мест стоянок или вдоль них, предназначенная для передвижения воздушных судов.
Маркировочный знак — символ, нанесенный на поверхность аэродрома, или знак, установленный на поверхности аэродрома, предназначенный для передачи аэронавигационной информации.

## Разметка РД
- Обычная осевая линия. Одиночная непрерывная жёлтая линия от 15 см до 30 см в ширину.
- Усиленная осевая линия. Состоит из жёлтых пунктирных линий, параллельных обычной осевой линии по каждой из её сторон. Осевые линии обычно имеют усиленный вид на протяжении 45,7 м до линии места остановки перед ВПП. Усиленная осевая линия является стандартом[1] для всех аэропортов, сертифицированных по FAR часть 139.
- Разметки границы РД. Используется для определения границы РД, когда граница не соответствует краю покрытия. Это непрерывная разметка состоящая из двойных жёлтых линий; каждая линия должна быть не менее 15 см в ширину и отстоять от своей пары на 15 см.

Пунктирная разметка определяет границу РД на поверхности покрытия, когда прилегающая в РД поверхность предназначена для использования самолётами — например, бетонированная площадка. Подобно сплошной разметке представляет собой пару пунктирных линий 15 см в ширину, отстоящих друг от друга на 15 см. Эти линии в длину занимают 4,5 м с расстоянием между друг другом в 7,5 м.
- Разметка выступов РД. Места для остановки и бетонированные площадки иногда обозначаются вмощёной разметкой, во избежание эрозии. Эти площадки не предназначены для самолётов. Разметка представляет собой жёлтые линии перпендикулярные границе РД — от границы РД до границы покрытия на расстоянии около 3 м.
- Знаки направления, нанесенные на поверхность РД. Чёрные знаки на жёлтом фоне. Наносятся при невозможности выставления знаков направления движения на пересечениях или в иных требующих этого случаях. Эти знаки наносятся по каждой стороне от осевой линии.
- Знаки местоположения, нанесенные на поверхность РД. Жёлтые знаки на чёрном фоне. Они дополняют собой знаки местоположения, расположенные по краям РД, и позволяют пилоту подтверждать назначение РД, на которой находится самолёт. Эти знаки располагаются по правой стороне от осевой линии.
- Метки географического положения. Эти метки располагаются в местах низкой видимости (при видимости вдоль дорожки менее 360 м). Они располагаются по левую сторону от осевой линии относительно направления выруливания; представляют собой чёрные знаки по центру розового круга с чёрным внутренним и белым внешним кольцами.
- Разметка мест остановки перед ВПП. Эта разметка указывает место, где необходимо остановить самолёт при приближении к ВПП. Состоит из 4-х жёлтых линий: двух сплошных и двух пунктирных на расстоянии 15-30 см друг от друга, пролегающих по ширине РД или ВПП.

Сплошные линии всегда находятся на стороне, где самолёт должен остановиться. Разметка наносится в трёх случаях: остановка перед ВПП на РД, остановка на ВПП, РД расположены в месте приближения к ВПП.
- Разметка мест остановки для КГС. Состоит из двух сплошных жёлтых линий в 60 см друг от друга, соединенных парами сплошных линий на расстоянии 3 м друг от друга по всей ширине РД (наименьшее расстояние от осевой линии ВПП до маркировки должно составлять не менее 120 м[2]).
- Разметка остановки для РД/пересечений РД. Состоит из одной пунктирной линии вдоль всей ширины РД.
- Знаки остановки, нанесенные на поверхность покрытия. Белые знаки на красном фоне; наносятся вдобавок к знакам, расположенным на месте остановки.

РД идентифицируются сочетаниями букв и цифр. Эти идентификационные номера изображены на указателях вдоль РД чёрным на жёлтом фоне.

## Освещение РД

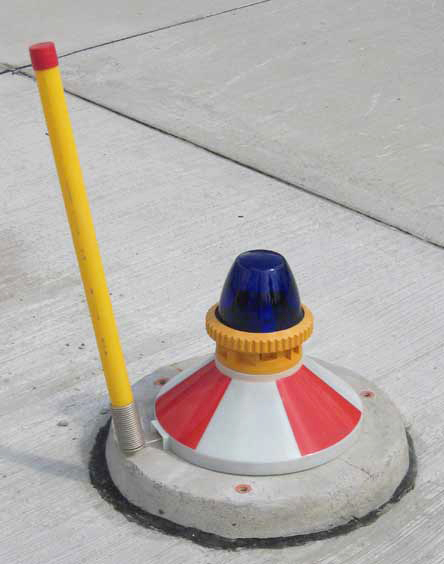
Освещение РД

Для использования в тёмное время суток, РД во многих аэропортах оснащены лампами, хотя малые аэропорты обходятся без них.
- Огни края РД (синие)  используются для выделения краев РД в темное время суток или в условиях ограниченной видимости. Эти неподвижные огни приподняты над землёй.
- Осевые огни РД (жёлтые или зелёные)  — огни, расположенные вдоль осевой линии РД.
- Огни полосы готовности  — три вмонтированные в поверхность огня, горящие жёлтым светом, устанавливаются в местах остановки на РД.
- Огни защиты РД  — пара мигающих жёлтых огней, приподнятых над землёй, установленных на каждой стороне РД или полоса встроенных жёлтых огней, установленных вдоль всей РД; у ВПП показывает место пересечения РД с ВПП.
- Ряд огней остановки — ряд красных, ненаправленных немигающих огней, встроенных в поверхность РД; установлены по всей длине РД в позициях остановки у ВПП; также приподнятые над землей не мигающие красные огни на каждой стороне, используемые в условиях ограниченной видимости. Это подконтрольный ряд, использующийся вместе с огнями центра РД.

Огни ВПП находятся на расстоянии 228 см друг от друга. В некоторых аэропортах вблизи пересечений огни располагаются чаще.

## Дополнительно

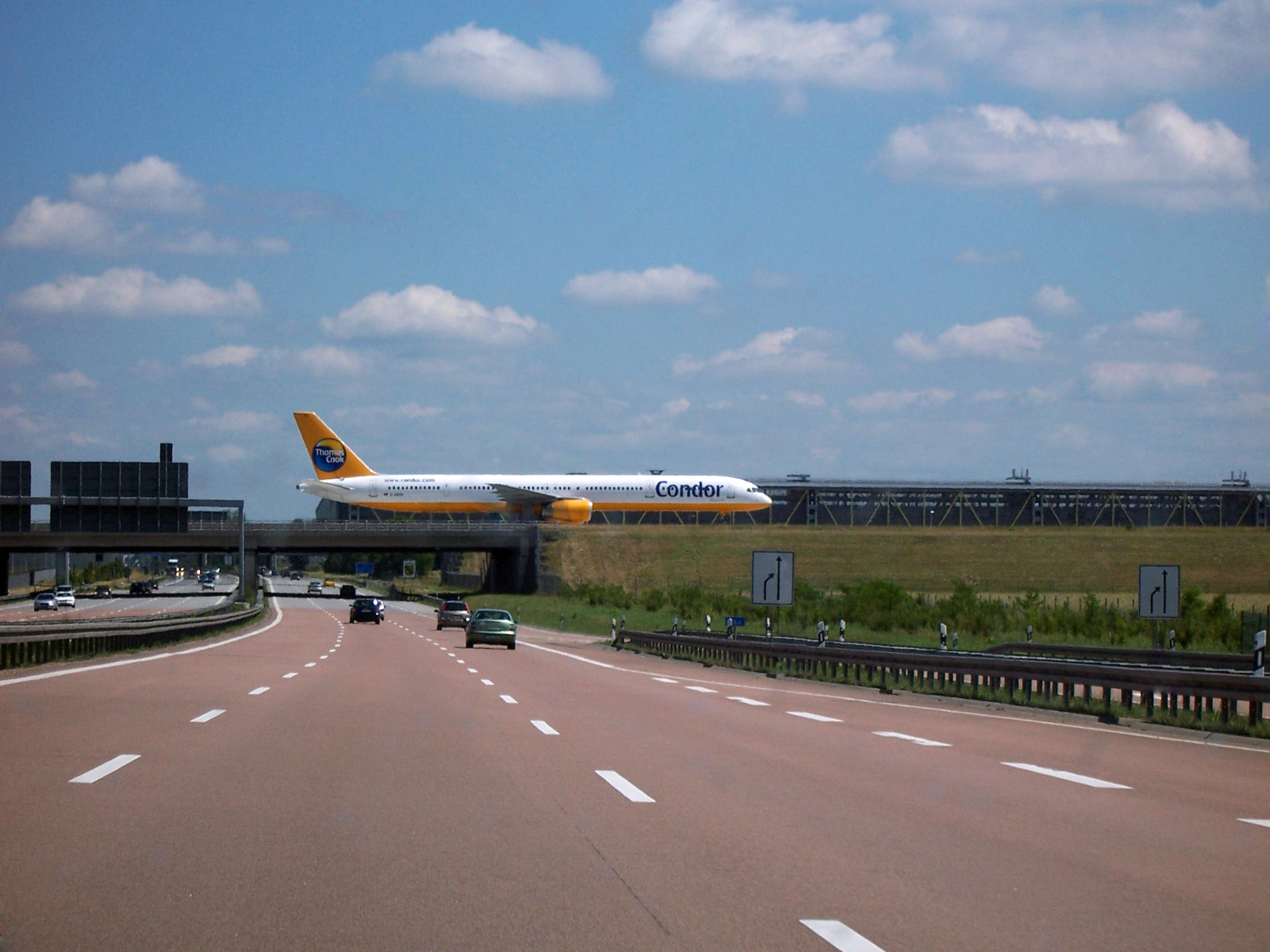
Самолёт едет по рулёжной дорожке над автодорогой (аэропорт Лейпциг-Галле)

- Территорию аэропорта Лейпцига (Лейпциг-Галле) пересекают автомобильная и железная дороги, проходящие в небольшой выемке между ВПП. Над ними перекинуто несколько мостов, по которым проходят рулёжные дорожки.
- Две части сборочного завода корпорации Boeing в Сиэтле, в котором собирают самые большие модели самолётов, соединяет мост, по которому проходит рулёжная дорожка. Собранные самолёты по нему буксируют на другую часть завода, где их окрашивают. Самолёты по мосту над трассой 526 перегоняют исключительно ночью, предварительно остановив движение по автодороге, по причине впечатляющего вида огромного самолёта, едущего над ней. До принятия этих правил при перегонке самолётов перед мостом было огромное количество автоаварий, так как водители переключали внимание с управления автомобилем на красивый вид медленно проезжающего по мосту самолёта.